# João Lopes, o Velho

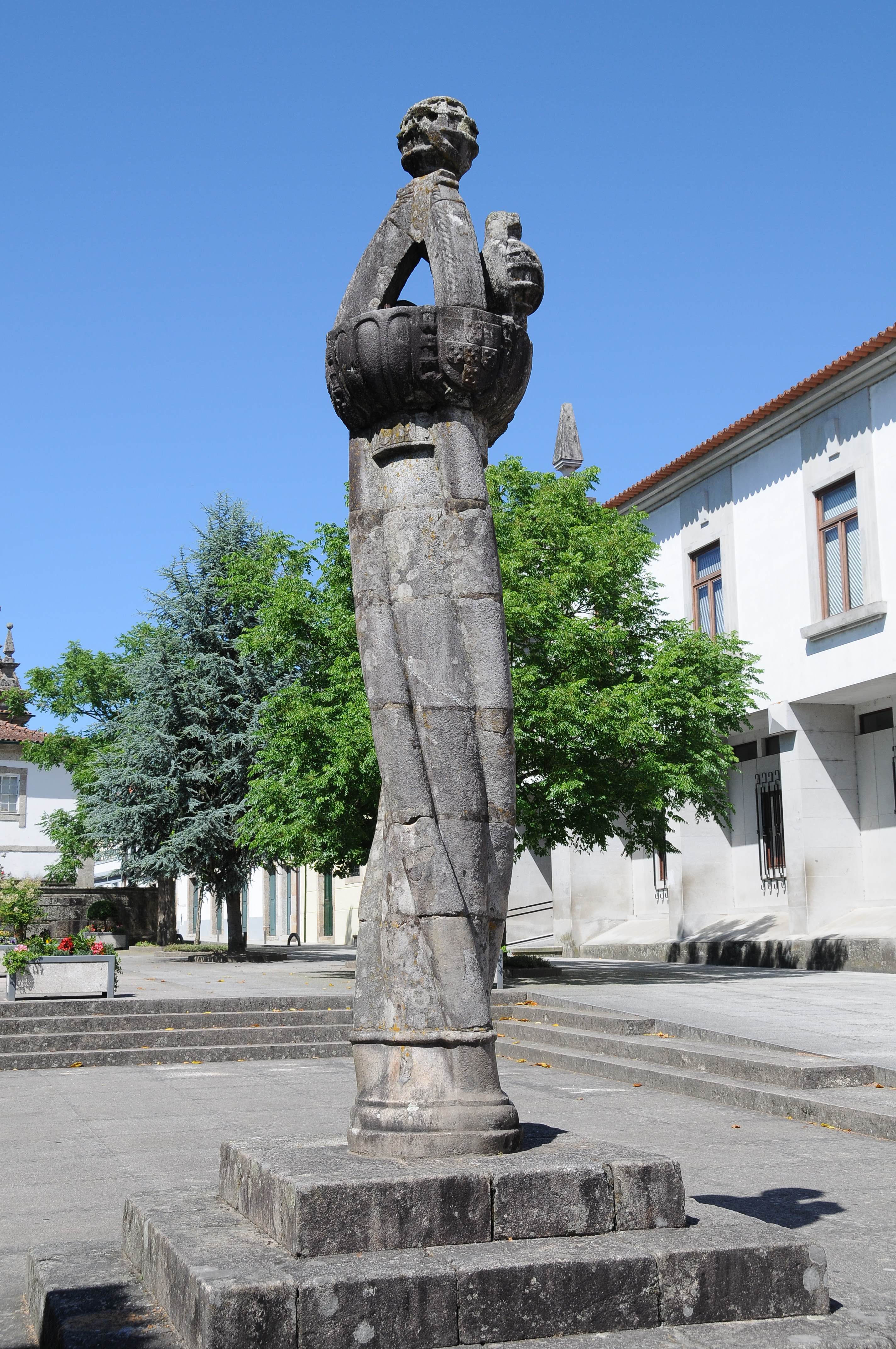
Pelourinho de Arcos de Valdevez, da autoria de João Lopes, o Velho.

João Lopes, o Velho foi um canteiro português do século XVI, nascido por volta de 1480 no Porto ou em Arcos de Valdevez, e falecido em Viana do Castelo em 1556. Viveu em Guimarães, Lamego, Porto e Viana do Castelo.  Terá iniciado a sua carreira como ajudante de mestres canteiros biscainhos que dirigiram as obras na Igreja Matriz de Caminha.
Foi o autor de um célebre conjunto de chafarizes monumentais no norte de Portugal e na Galiza:
- Chafariz do Largo de São Domingos, no Porto (1544)[4]
- Chafariz da Ferraria, Pontevedra (1549)
- Chafariz do Terreiro, Caminha (realizado entre 1551 e 1553)
- Chafariz da Praça da Rainha, Viana do Castelo (iniciado em fins de 1553), e concluido por seu filho João Lopes, Filho em 1559[4]

No de Viana do Castelo, está documentada a participação de seu filho, o canteiro João Lopes, Filho.
Foi responsável por obras na Sé de Lamego, no Convento de S. Bento da Avé-Maria, no Pelourinho de Arcos de Valdevez e na Sé do Porto.
Em Viana do Castelo terá ainda construído a casa de João Jacome de Luna, na esquina da rua do Poço, bem como as capelas de S. Bernardo (de Fernão Brandão) e a capela do Santíssimo Sacramento, na Igreja Matriz desta cidade.
D. Diogo de Sousa encomendou-lhe as obras na Igreja do Convento de Vilar de Frades, contudo, alguns autores, reflectindo na presença de João de Castilho em Portugal e nas responsabilidades que este assumiu nas obras da Sé de Braga e na Igreja de São João Baptista, em Vila do Conde, questionam se João Lopes não foi, nessas obras, mais que colaborador de Castilho. Há quem acredite, contudo, que Lopes já tinha experiência e conhecimentos suficientes para projectar as obras em Vilar de Frades.